# Atentados en frontera norte de Ecuador de 2018
Los atentados en frontera norte de Ecuador de 2018, fue una serie de atentados terroristas que se desarrolló en las localidades de San Lorenzo, Mataje y Viche en la provincia de Esmeraldas, Norte de Ecuador. Se iniciaron el 7 de enero de 2018 en las afueras de las instalaciones del distrito de la Policía Nacional de San Lorenzo donde, en horas de la madrugada, se produjo la explosión de un coche bomba que dejó 28 personas heridas, así como también severos daños a la infraestructura del recinto policial y de 37 viviendas cercanas al lugar del suceso. En investigaciones preliminares, las autoridades ecuatorianas ligaron este incidente a organizaciones delictivas vinculadas al narcotráfico. 
En los días siguientes al atentado en San Lorenzo, empezaron a registrarse varios atentados menores; sin embargo, el 22 de marzo ocurrió una explosión de una bomba ubicada a un costado de la carretera San Lorenzo—Mataje, que provocó la muerte de 3 infantes de marina, además de dejar 7 heridos más. La crisis se agravó el 26 de marzo con el secuestro de 3 miembros del equipo periodístico del diario El Comercio, quienes cubrían un reportaje sobre los hechos que se estaban suscitando en Mataje y sus cercanías.
El secuestro y posterior asesinato de los periodistas, así como la autoría de varios de los atentados, han sido adjudicados al Frente Oliver Sinisterra, un grupo disidente de la Columna Móvil Daniel Aldana de las Fuerzas Armadas Revolucionarias de Colombia (FARC), quienes se negaron a deponer las armas negándose a aceptar los acuerdos de paz entre esta guerrilla y el gobierno colombiano, autodenominándose como un «frente activo», pero Colombia no les da el calificativo de grupo insurgente sino de grupo delincuencial, denominándolo un Grupo Armado Organizado Residual (GAOR).
Se cree que no solo fue el Frente Oliver Sinesterra y que también participó el Comité Base Mantaro Rojo y el Frente de Defensa de Luchas del Pueblo de Ecuador.

## Sucesos

### Atentado en San Lorenzo
El sábado 27 de enero de 2018, a la 01:40 de la madrugada, estalló un coche bomba que se encontraba aparcado en el estacionamiento de la parte posterior del edificio sede del Comando policial del distrito San Lorenzo, en el cantón San Lorenzo de la provincia de Esmeraldas, cerca de la frontera Ecuador-Colombia. La detonación afectó la estructura del recinto policial, destruyendo el muro posterior y ventanales del edificio donde funciona el comedor y dormitorios; además, de afectar 37 viviendas aledañas que se ubicaban dentro de un radio de 50 metros. No hubo víctimas mortales, sin embargo, dejó 28 personas heridas, de los cuales 14 eran servidores policiales que se encontraban en el edificio.
Los heridos fueron atendidos inmediatamente en el hospital Divina Providencia y en el centro de salud de aquella localidad. Al ser heridas leves fueron dados de alta cerca del mediodía. El informe de los daños materiales fue dado por el coronel de Policía Richard Carolys, mientras que la evaluación y actuaciones dentro del lugar de los hechos contaron con la participación de efectivos militares de la Armada del Ecuador.
El presidente Lenín Moreno firmó el mismo día el decreto de estado de excepción válido por 60 días únicamente con efecto en los cantones San Lorenzo y Eloy Alfaro en un intento de fortalecer la seguridad en la zona. Las primeras teorías sobre el atentado postulaban que el ataque fue realizado por parte de organizaciones delincuenciales vinculados el narcotráfico.
Primeros Ataques al Ejercito
El 19 de febrero de 2018, dos soldados resultaron heridos en un ataque con morteros artesanales, por parte de disidentes de la exguerrilla de las FARC contra soldados ecuatorianos en la zona del Pan, Provincia de Esmeraldas. Los uniformados sufrieron heridas leves

### Atentado en Borbón
Luego de 48 días desde el atentado en San Lorenzo, el sábado 17 de marzo de 2018, alrededor de las 02:30 de la madrugada, otra detonación fue registrada cerca de un retén naval de la Armada del Ecuador en la localidad de Borbón, en el cantón Eloy Alfaro. El artefacto explosivo era de fabricación casera y consistía en un cable que estaba conectado por un extremo a un saco de yute cargado con pólvora, y el otro extremo conectado a un medidor de energía eléctrica de una iglesia ubicada a 100 metros del retén, según el parte policial respectivo. No se registraron víctimas mortales ni heridos de gravedad, pero hubo daños materiales de infraestructura. La onda expansiva afectó a los ventanales del edificio del Cuerpo de Bomberos, del Gobierno Parroquial, casa comunal y otras viviendas aledañas. Únicamente tres marinos resultaron heridos levemente tras el atentado y se reportó el derrumbe de parte de la pared de ese puesto militar; además, la onda expansiva afectó ventanales del edificio del Cuerpo de Bomberos, del gobierno parroquial, la casa comunal y otras viviendas aledañas.
El atentado ocurrió mientras se realizaba un operativo denominado «Libertador» en varias localidades de las provincias de Esmeraldas y Guayas, que contó con la participación de 13 agentes fiscales de la Fiscalía General del Estado y elementos de la Fiscalía de Colombia y del Buró Federal de Investigaciones de los Estados Unidos (FBI). Autoridades consideraron que el objetivo del ataque era crear una distracción durante los allanamientos producto del operativo. Tras el operativo se allanaron 20 viviendas (18 en Esmeraldas, 2 en Guayas) y se logró la detención de 5 personas vinculadas a Walter Patricio Arízala Vernaza (alias «Guacho»), de quien se sospechaba que era el responsable del atentado en San Lorenzo.

### Incidentes menores en Alto Tambo y El Pan
Después del atentado en Borbón, el domingo 18 de marzo se produjeron dos incidentes en el cantón San Lorenzo. El primero ocurrió en la localidad de El Pan, cerca de la frontera colombo-ecuatoriana, en donde efectivos militares ecuatorianos que patrullaban la zona recibieron un ataque de disparos provenientes de algunas viviendas. Los disparos fueron ejecutados desde un fusil contra la patrulla que trasladaba a los militares y luego recibieron una ráfaga de morteros. Producto de los disparos, dos militares resultaron heridos levemente por esquirlas de metralla.
En ese mismo día, aproximadamente a la 09:30 de la mañana, también se registró un segundo incidente mediante una detonación de un explosivo de fabricación casera en un patrullero perteneciente al UPC Alto Tambo, en el kilómetro 48 vía Lita en el sector de El Pan, en el recinto Alto Tambo, de la parroquia El Pan, del cantón San Lorenzo.

### Atentado en Mataje
El día martes 20 de marzo de 2018, se produjo una detonación de un artefacto explosivo colocado en la carretera de la vía San Lorenzo-Mataje, por donde pasaban vehículos militares con efectivos del Ejército con la finalidad de continuar con los operativos para controlar la situación crítica de Esmeraldas. Tras el atentado tres militares murieron y once quedaron heridos.

### Secuestro y Asesinatos de periodistas de diario El Comercio

Eslogan de la campaña mediática y ciudadana que exigía la liberación del personal de El Comercio secuestrado por Frente Oliver Sinisterra.

El 26 de marzo de 2018 fueron secuestrados tres trabajadores de diario El Comercio, de Ecuador: el periodista Javier Ortega (32 años), el fotógrafo Paúl Rivas (46 años) y el chofer Efraín Segarra (60 años). El equipo trabajaba en reportajes sobre la violencia surgida semanas antes en esa zona.
El secuestro ocurrió luego de pasar el último retén militar del pueblo de Mataje, en Esmeraldas, provincia fronteriza de Ecuador con Colombia.

El 3 de abril la cadena colombiana RCN difundió un vídeo de los tres ecuatorianos secuestrados, en la que el periodista Javier Ortega dice:
"Señor presidente Lenín Moreno, en sus manos están nuestras vidas. Ellos lo único que quieren es el intercambio de sus tres detenidos en Ecuador por nuestras tres vidas para ir sanos y salvos con nuestras familias y, también, la anulación de ese convenio que tienen Ecuador y Colombia para acabar con el terrorismo".
En el video también se menciona que el autor del secuestro era el grupo denominado Frente Oliver Sinisterra, liderado por el ecuatoriano alias 'Guacho', disidente de la desmovilizada guerrilla colombiana de las FARC.
El 12 de abril la cadena RCN recibió fortografías de lo que se presumía eran los cuerpos de los tres secuestrados. Al principio, las autoridades gubernamentales y el presidente ecuatoriano no confirmaron la veracidad de las fotografías dando un plazo de 12 horas para entregar pruebas de vida de los secuestrados. 
El 13 de abril, el presidente Moreno confirmó el asesinato de los tres ecuatorianos y anunció un operativo militar contra los grupos ilegales en la zona fronteriza con Colombia. Así mismo, a raíz de estos sucesos, el presidente ecuatoriano ordenó suspender en Quito los diálogos de paz entre el gobierno colombiano y la guerrilla del ELN que se desarrollaban en este país, retirándose también como garante del proceso. Los cuerpos del grupo periodístico fueron recuperados por la Fuerza Pública de Colombia en este país el 21 de junio, confirmando su identidad el 25 de ese mismo mes. Por su parte, el gobierno ecuatoriano envió una nota de protesta al gobierno colombiano por el manejo de la información en las redes sociales, eludiendo el canal diplomático respectivo.

### Secuestro y Asesinatos de pareja en la frontera
Poco después del asesinato de los periodistas, la Secretaría Nacional de Comunicación de Ecuador emitió un comunicado en Twitter en el cual identificaba a los nuevos secuestrados como Oscar Efrén Villacís Gómez y Katty Vanesa Velasco Pinargote, de nacionalidad Ecuatoriana. El cual se produce en medio de operaciones militares conjuntas que realizan Ecuador y Colombia tras el asesinato de los dos periodistas y su conductor.
El presidente Moreno había dado el lunes un plazo de 10 días para que se entregue y Ecuador puso una recompensa de US$100.000 y llamando a estos "Cobardes porque se valen de escudos humanos para querer chantajear el pueblo ecuatoriano". Durante la peor etapa del conflicto colombiano, Ecuador se mantuvo casi inmune a la violencia que ocurría del otro lado de su frontera norte.
El 4 de julio, el Gobierno Colombiano confirmó que los dos cuerpos hallados en la ciudad de Tumaco, al suroccidente del país, pertenecen a los dos ciudadanos ecuatorianos secuestrados con el cual se endurece los operativos militares en la zona fronteriza.
Paradójicamente ha sido la firma de los acuerdos de paz en Colombia en 2016 lo que parece haber cambiado la situación.

## Víctimas
Las primeras víctimas con heridas se registraron el 7 de enero de 2018, luego del primer atentado en San Lorenzo, donde resultaron afectados 28 personas, siendo 14 de ellas policías que se encontraban en el edificio policial. Las heridas fueron leves y la gran mayoría fue atendida en el Hospital Divina Providencia y en el centro de salud de San Lorenzo.